# Морський протест
Морський протест — оформлена в установленому порядку офіційна письмова заява капітана (шкіпера) морського або річкового судна нотаріусу або компетентним посадовим особам з метою забезпечення доказів для захисту прав і законних інтересів судновласника в тих випадках, коли під час плавання або стоянки судна мала місце подія (загальна або часткова аварія), яка може бути підставою для пред'явлення до судновласника майнових вимог (претензій).